# Vương Bột
Vương Bột (王勃, 650–676), tự Tử An, người Long Môn, Giáng Châu (ngày nay là Hà Tân, Sơn Tây) thời nhà Đường. Vương Bột được xem là một trong "Sơ Đường tứ kiệt" (bốn nhà thơ kiệt xuất giai đoạn đầu của nhà Đường), 3 nhà thơ còn lại là: Dương Quýnh (杨炯), Lư Chiếu Lân (卢照邻) và Lạc Tân Vương (骆宾王).

## Sinh mất
Về năm sinh của Vương Bột có các diễn giải khác nhau. Một thuyết căn cứ theo Dương Quýnh trong Vương Bột tập tự thì ông mất năm Thượng Nguyên thứ 3 thời Đường Cao Tông khi 28 tuổi, tức năm 676. Suy ra ông sinh năm Trinh Quán thứ 23 thời Đường Thái Tông hay năm 649. Một thuyết khác căn cứ theo chính lời của Vương Bột trong Xuân tư phú là “Hàm Hanh nhị niên, dư xuân thu nhị thập hữu nhị”. Năm Hàm Hanh thứ 2 là năm 671, như thế suy ra ông sinh năm Vĩnh Huy thứ 1 thời Đường Cao Tông hay năm 650. Hiện nay, đa phần cho rằng ông sinh năm 650 và mất năm 676, hưởng dương 27 tuổi.
Tháng 8 năm 676, trên đường trở về từ chuyến viếng thăm cha mình khi đó đang bị giáng chức làm huyện lệnh tại Giao Chỉ, ông bị chết đuối trên biển. Mộ phần của ông hiện vẫn còn ở huyện Nghi Lộc, tỉnh Nghệ An, Việt Nam.

## Tác phẩm
Tác phẩm nổi tiếng của ông là Đằng Vương Các Tự. Các tác phẩm nổi tiếng khác của Vương Bột có:
- Hán Thư Chỉ Hà (10 quyển) (汉书指瑕)十卷
- Chu Dịch Phát Huy (5 quyển) (周易发挥)五卷
- Thứ Luận Ngữ (10 quyển) (次论语)十卷
- Chu Trung Toản Tự (5 quyển) (舟中纂序)五卷
- Thiên Tuế Lịch (千岁历)

Tất cả các tác phẩm trên đều bị thất bản.

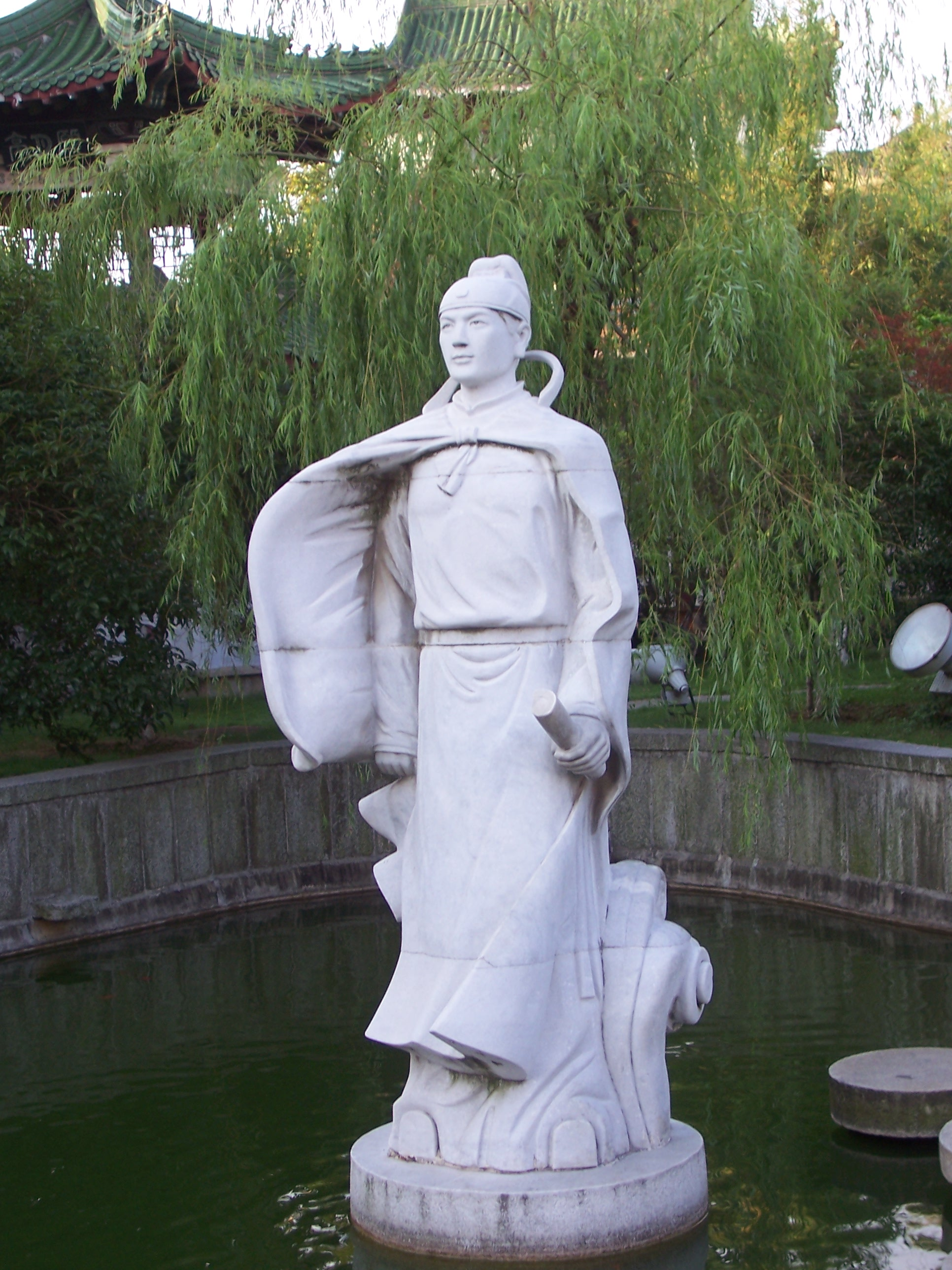
Tượng Vương Bột ở phía dưới Đằng Vương Các.